# Авторское право в Кыргызстане
Авторское право в Кыргызстане регулируется законом Кыргызской Республики «Об авторском праве и смежных правах» (кырг. «Автордук Жана Чектеш Укуктар Жөнүндө»), подписанный Президентом РК 14 января 1998 года N 6. Закон принят Законодательным собранием Жогорку Кенеша Кыргызской Республики 16 декабря 1997 года. В дальнейшем с учетом поправок принимались варианты закона:
- Закон Киргизской Республики «Об авторском праве и смежных правах» (в редакции Закона КР № 120 от 06.11.1999 г.)
- Закон Киргизской Республики «Об авторском праве и смежных правах» (в редакции Закона КР № 46 от 27.02.2003 г.)
- Закон Киргизской Республики «Об авторском праве и смежных правах» (в редакции Закона КР № 197 от 05.08.2008 г.)
- Закон Киргизской Республики «Об авторском праве и смежных правах» (в редакции Закона КР № 14 от 21.01.2014 г.)
- Закон Киргизской Республики «Об авторском праве и смежных правах» (в редакции Закона КР № 42 от 09.03.2017 г.)

## История
Кыргызстан долгое время входил в состав Российской империи и в состав СССР — до 31 августа 1991 года. Соответственно на территории республики действовали законы об авторском праве Российской империи, законы об авторском праве в СССР. После распада СССР принимались соглашения о действии Закона СССР об авторском праве не некоторое время в странах СНГ до принятия ими своих законов.
В июне 1995 г. в Алма-Ате был проведён Региональный семинар по авторским и смежным правам для стран Центральной Азии. На нём присутствовали руководители национальных Агентств Казахстана, Киргизии, Таджикистана, Туркмении и Узбекистана. На семинаре были выработаны рекомендации, которым могли следовать в республиках по принятию своих законов об авторском праве.
16 декабря 1997 года в Кыргызской Республике был принят Закон «Об авторском праве и смежных правах» № 6. Закон подписан Президентом Кыргызской Республики А. Акаевым 13 ноября 1998 года. Закон полностью соответствует требованиям Бернской Конвенции об охране литературных и художественных произведений.

## Содержание
Согласно Закону Кыргызской Республики № 6 авторское право в Киргизии распространяется:
- на произведения, обнародованные или необнародованные публично, находящиеся в какой-либо форме на территории Кыргызской Республики, независимо от имеющегося гражданства у авторов и их правопреемников;
- на произведения, обнародованные либо необнародованные публично, но находящиеся в какой-либо объективной форме за пределами Кыргызской Республики и признается за авторами — гражданами Кыргызской Республики и их правопреемниками;
- на произведения, обнародованные либо необнародованные, но находящиеся в какой-либо форме за пределами Кыргызской Республики и признается за авторами (их правопреемниками) — гражданами других государств в соответствии с международными договорами Кыргызской Республики.

Произведение также считается опубликованным в Кыргызской Республике, если в течение 30 дней после даты первого опубликования за пределами Кыргызской Республики оно было опубликовано автором на территории Кыргызской Республики.
Законодательство Кыргызской Республики содержит ряд норм препятствующих кыргызским авторам использовать лицензии Creative Commons, это:
- Возмездность лицензии. Согласно Кыргызского законодательства Авторский лицензионный договор предполагается возмездным.
- Авторский лицензионный договора должен быть оформлен в письменной форме.
- В Национальном законодательстве Кыргызской Республики нет понятия Публичной лицензии. Адаптация условий лицензии Creative Commons под условия публичного договора не верно, поскольку в нём содержится императивная норма, по ней одним субъектом договора обязательно должна быть коммерческая организация предположительно — автор, а во многих случаях это будет не выполнимо.[2]

## Срок действия
Авторское право действует в течение всей жизни автора произведения и пятидесяти лет после его смерти, считая с первого января года, следующего за годом смерти автора. Авторское право на произведение, созданное в соавторстве с другими, действует в течение всей жизни соавторов и в течение пятидесяти лет после смерти последнего из авторов, пережившего других авторов.
Авторское право на произведение, впервые выпущенное в свет под псевдонимом или анонимно, действует в течение пятидесяти лет, считая с первого января года, следующего за годом выпуска произведения в свет. Авторское право на произведение, впервые выпущенное в свет в течение пятидесяти лет после смерти автора произведения, действует в течение пятидесяти лет после его выпуска в свет, считая с первого января года, следующего за годом выпуска произведения в свет.

## Ответственность
Ответственность за нарушение авторских прав в Киргизии предусмотрена в ст. 150 УК Кыргызской республики от 21 апреля 2014 года (Нарушение авторских, смежных прав и прав патентообладателей).
Согласно ст. 150 Уголовного кодекса Кыргызской Республики нарушение авторских, смежных прав и прав патентообладателей, включающее незаконное использование объектов авторского права или смежных прав, а равно приобретение, хранение, перемещение или изготовление контрафактных экземпляров произведений или/и фонограмм, программ для ЭВМ или баз данных в целях сбыта, а также незаконное использование изобретения, полезной модели или промышленного образца, программы ЭВМ или базы данных, разглашение без согласия автора или заявителя сущности сделанного изобретения, полезной модели или промышленного образца до официальной публикации сведений о них, если эти деяния совершены с причинением крупного ущерба или с коммерческой целью извлечения дохода в крупном размере — наказываются тройным айыпом либо штрафом в размере от семисот до одной тысячи пятисот расчётных показателей либо лишением свободы на срок до трёх лет с лишением права занимать определённые должности или заниматься определённой деятельностью на срок до трёх лет или без такового.
Тройной айып в Кыргызстане — это взыскание, налагаемое по решению суда в трёхкратном размере от причинённого ущерба в денежном или натуральном выражении. При этом две части тройного айыпа взыскиваются в пользу потерпевшего, а третья часть — в пользу государства.
Деяния, предусмотренные частью первой настоящей статьи, совершённые группой лиц по предварительному сговору или организованной преступной группой, или с причинением особо крупного ущерба, или с целью извлечения дохода в особо крупном размере, — наказываются тройным айыпом с лишением права занимать определённые должности или заниматься определённой деятельностью на срок до трёх лет либо штрафом в размере от одной тысячи пятисот до трёх тысяч расчётных показателей или лишением свободы на срок от трёх до пяти лет с лишением права занимать определённые должности или заниматься определённой деятельностью на срок до трёх лет.